# قائمة البعثات الدبلوماسية في جيبوتي
هذه قائمة بالبعثات الدبلوماسية في جيبوتي. وتستضيف العاصمة جيبوتي حاليا 13 السفارات. وتخطط ألمانيا لفتح سفارة لها في المستقبل القريب.

## السفارات في جيبوتي
| - الصين - مصر - إريتريا - إثيوبيا - فرنسا - اليابان - قطر - فلسطين - روسيا - السعودية - الصومال - السودان - الولايات المتحدة - اليمن |

## بعثات أخرى في جيبوتي
- الاتحاد الأوروبي (وفد)